# Yến đen châu Phi
Yến đen châu Phi, tên khoa học Apus barbatus, là một loài chim trong họ Apodidae. Nó sống tại châu Phi không liên tục từ Liberia, Cameroon, Zaire, Uganda và Kenya và phía nam tới Nam Phi, và Madagascar. Môi trường sống giống là núi ẩm, thường từ 1.600 - 2.400 m.